# Spansk grammatik
Spansk grammatik handlar om grammatiken för spanska (kastilianska).

## Alfabetet
a b c d e f g h i j k l m n ñ o p q r s t u v w x y z
ch, ll och rr räknades tidigare som officiella bokstäver men de har sorterats som dubbla l och r samt ch.

### Accentuering
I Spanskan används bara akut accent, alltså ´
Accentuering används i många olika syften:
- Om ett ord inte ska betonas efter reglerna ovan, utan på ett annat sätt så lägger man till ett accenttecken över den bokstav som ska betonas. Som simpática, lámpara
- Accent används även för att skilja åt de två vokalerna i en diftong (se i början). Då betonas alltså den vokal som får accent. Som caída, país, envío.
- När pronomen sätts ihop med verbform och t.ex. neutrum, som i exemplet nedan som vi utgår ifrån, behålls betoningen. Därför måste man även sätta ut accent. Vi utgår från verbet dar, utan accent. Vi skriver ihop orden da - me - lo (ge - mig - den). Vi bildar då ordet damelo. Eftersom ordet slutar på vokal betonas alltså näst sista stavelsen, e. Men eftersom vi vill behålla den vanliga betoningen i da måste vi alltså lägga till accent över, så att det blir dámelo.
- Accentuering fungerar även med att skilja på ord som stavas likadant men betyder olika saker. Vissa pronomen behöver därför skiljas åt. Sätter man ut en accent över någon av stavelserna både ser och hör man skillnad på orden. tú (du)  -  tu (din), mí (mig) -  mi (min)

- Frågeord skrivs alltid med accent, tar man bort accenten däremot så blir det (oftast) svar på frågan.

qué (vad)      -      que (som)
quién (vem)    -      quien (som, vilken)
por qué (varför)-      porque (därför att)
dónde (var)    -      donde (där)
cómo (hur)     -      como (/lik/som, eftersom)

## Uttal
- h uttalas inte.
- ll uttalas som j eller ungefär lj som i vanilj (det senare uttalet är numera ovanligt).
- o uttalas som kort å.
- rr uttalas som ett rullande r.
- u uttalas som långt o.
- j uttalas ungefär som ch i choklad, men mer som ett tyskt ach-ljud.
- ñ uttalas som nj i njure eller ninja.

### Diftonger
De spanska diftongerna innefattar alltid någon av vokalerna i eller u. Om diftongen innehåller både i och u betonar man den sista vokalen, t.ex. viuda (änka) och ruido (buller). 
Om man vill skilja på vokalerna i en diftong sätter man in accenttecken, t.ex. caída. Då betonas alltså den bokstav som får ett accenttecken. Jämför skillnaden på caída - caida. 

### Betoning
Om ett ord slutar på vokal, diftong (två sammansatta vokaler som alltid innehåller i eller u, se i början), n eller s betonar man på näst sista stavelsen. 
tex Vamos, Carmela
Om ett ord slutar på konsonant (förutom n eller s) betonar man alltså på sista stavelsen.
tex tropical

### Skillnader mellan spanska i Spanien och Latinamerika
Läspljud används i stora delar av Spanien, utom vissa delar av södra Spanien.
- Följande bokstäver uttalas ungefär som engelskans th:
  - z
  - c (när detta c förekommer före e och i)

I Latinamerika är det inte vanligt att man uttalar bokstäver med läspljud. z och c uttalas då som s.

## Ordklasser

### Substantiv

#### Genus
Spanska har två genus (tre om man räknar med neutrum). Substantiv är antingen maskulina eller feminina. Den neutrala formen lo används inte med rena substantiv utan används framför adjektiv och adverb med substantivisk funktion.

#### Artiklar

##### Bestämd artikel
|          | Maskulinum | Femininum | Neutrum |
| -------- | ---------- | --------- | ------- |
| Singular | el         | la        | lo      |
| Plural   | los        | las       |         |

Exempel:
|             | Singular       | Plural     |                  |
| ----------- | -------------- | ---------- | ---------------- |
| Maskulinum: | el chico       | los chicos | pojken, pojkarna |
| Femininum:  | la mesa        | las mesas  | bordet, borden   |
| Neutrum:    | lo interesante |            | det intressanta  |

Kombinationen de + el resulterar i sammandragningen del och kombinationen a + el ger sammandragningen al.
Exempel:
Hemos pasado del caos al orden. ("Vi har gått från kaos till ordning.")
I skriftspråk brukar ovanstående sammandragning inte inträffa när artikeln är en del av ett egennamn och stavas med stor bokstav. Oftast förekommer detta vid stadsnamn eller titel på konstnärligt verk, tidningsnamn, företagsnamn e.t.c.
Dock uttalas detta som om det vore sammandraget.
Exempel:
Hicimos un viaje a El Cairo. ("Vi gjorde en resa till Kairo.")
Soy Pepe de El País. Me gustaría entrevistarle. ("Jag är Pepe från El País. Jag skulle vilja intervjua er.")

##### Obestämd artikel
Spanskans obestämda artikel är ett indefinit bestämningsord som har följande former:
|          | Maskulinum | Femininum | Neutrum |
| -------- | ---------- | --------- | ------- |
| Singular | un         | una       | uno     |
| Plural   | unos       | unas      |         |

Exempel:
|            | Singular | Plural      |                          |
| ---------- | -------- | ----------- | ------------------------ |
| Maskulinum | un chico | unos chicos | en pojke, (flera) pojkar |
| Femininum  | una mesa | unas mesas  | ett bord, (flera) bord   |

Uno, -a, -os, -as är det indefinita pronomenet som är den självständiga motsvarigheten till obestämd artikel och som används självständigt, till skillnad från den obestämda artikeln som används förenad med huvudord.
Exempel:
Uno se acostumbra a todo. ("Man vänjer sig vid allt.")
LLegaron a fiarse el uno del otro. ("De kom att lita på varandra.")
Tengo cigarrillos. ¿Quieres uno? ("Jag har cigaretter. Vill du ha en?")
Es una de mis mejores amigas. ("Hon är en av mina bästa väninnor.")

### Adjektiv
De flesta adjektiven får ändelsen:
- -o om substantivet är maskulint.
- -a om substantivet är feminint.

+ s (för plural)
Exempel:
|          | Maskulinum | Femininum |
| -------- | ---------- | --------- |
| Singular | frío       | fría      |
| Plural   | fríos      | frías     |

En del adjektiv kan ha samma form i singular (i maskulinum och femininum).
- fácil → fáciles - preguntas fáciles

#### Böjning/komparation av adjektiv
Adjektiv i spanska böjs med ordet más (mer) och menos (mindre). Det finns vissa adjektiv som är oregelbundna som till exempel bueno och malo. Men de flesta är regelbundna. Ett komparativt adjektiv som är regelbunden sätter man más framför adjektivet. Ett superlativt adjektiv sätter man antingen el eller la beroende på om det är ett maskulint eller ett feminint adjektiv.
| bueno | mejor | el/la mejor |
| malo  | peor  | el/la peor  |

| alto/a      | más alto/a      | el/la más alto/a      |
| pequeño/a   | más pequeño/a   | el/la más pequeño/a   |
| divertido/a | más divertido/a | el/la más divertido/a |

### Pronomen

#### Personliga pronomen
| Personliga pronomen | Personliga pronomen | Personliga pronomen | Personliga pronomen | Reflexiva pronomen |
| Subjektformer       | efter prep.         | Ackusativobjekt     | Dativobjekt         |                    |
| ------------------- | ------------------- | ------------------- | ------------------- | ------------------ |
| yo                  | mí (conmigo)        | me                  | me                  | me                 |
| tú                  | ti (contigo)        | te                  | te                  | te                 |
| él                  | él                  | lo, le              | le (se)             | se                 |
| ella                | ella                | la                  | le (se)             | se                 |
| ello                |                     |                     |                     |                    |
| usted               | usted               | lo, la, le          | le (se)             | se                 |
| nosotros            | nosotros            | nos                 | nos                 | nos                |
| nosotras            | nosotras            | nos                 | nos                 | nos                |
| vosotros            | vosotros            | os                  | os                  | os                 |
| vosotras            | vosotras            | os                  | os                  | os                 |
| ellos               | ellos               | los, les            | les (se)            | se                 |
| ellas               | ellas               | las                 | les (se)            | se                 |
| ustedes             | ustedes             | los, las, les       | les (se)            | se                 |

#### Reflexiva pronomen
| Jag tvättar mig klockan sju. | Hon kammar sig varje dag. |
| Me lavo a las siete.         | Se peina cada día.        |

| När går ni och lägger er?                                    | Hon kammar sig varje dag. |
| ¿A qué hora os vais a acostar? ¿A qué hora vais a acostaros? | Se peina cada día.        |

I det spanska språket förekommer det fler reflexiva verb än i svenskan. Därför finns det många verb som inte är reflexiva på svenska, men är reflexiva på spanska.

#### Possessiva pronomen
|            | Obetonade former                     | Betonade former                      |        |
| ---------- | ------------------------------------ | ------------------------------------ | ------ |
| (yo)       | mi, mis                              | mío, mía, míos, mías                 | min    |
| (tú)       | tu, tus                              | tuyo, tuya, tuyos, tuyas             | din    |
| (él)       | su, sus                              | suyo, suya, suyos, suyas             | hans   |
| (ella)     | su, sus                              | suyo, suya, suyos, suyas             | hennes |
| (usted)    | su, sus                              | suyo, suya, suyos, suyas             | Er     |
| (nosotros) | nuestro, nuestra, nuestros, nuestras | nuestro, nuestra, nuestros, nuestras | vår    |
| (vosotros) | vuestro, vuestra, vuestros, vuestras | vuestro, vuestra, vuestros, vuestras | er     |
| (ellos)    | su, sus                              | suyo, suya, suyos, suyas             | deras  |
| (ellas)    | su, sus                              | suyo, suya, suyos, suyas             | deras  |
| (ustedes)  | su, sus                              | suyo, suya, suyos, suyas             | Er     |

Exempel:
- Nuestro padre... - Vår fader...
- Mis padres no están en casa. - Mina föräldrar är inte hemma.

| Obetonade former              | Obetonade former               | Obetonade former      | Obetonade former        |
| Böjningsformer                | Böjningsformer                 | Böjningsformer        | Böjningsformer          |
| Sing. mask.                   | Sing. fem.                     | Plur. mask.           | Plur. fem.              |
| ----------------------------- | ------------------------------ | --------------------- | ----------------------- |
| mi (min, mitt)                | mi (min, mitt)                 | mis (mina)            | mis (mina)              |
| tu (din, ditt)                | tu (din, ditt)                 | tus (dina)            | tus (dina)              |
| su (hans, sin, sitt, Er, Ert) | su (hennes, sin, sitt Er, Ert) | sus (hans, sina, Era) | sus (hennes, sina, Era) |
| nuestro (vår, vårt)           | nuestra (vår, vårt)            | nuestros (våra)       | nuestras (våra)         |
| vuestro (er, ert)             | vuestra (er, ert)              | vuestros (era)        | vuestras (era)          |
| su (deras, Er, Ert)           | su (deras, Er, Ert)            | sus (deras, Era)      | sus (deras, Era)        |

| Betonade former | Betonade former | Betonade former | Betonade former |
| Böjningsformer  | Böjningsformer  | Böjningsformer  | Böjningsformer  |
| Sing. mask.     | Sing. fem.      | Plur. mask.     | Plur. fem.      |
| --------------- | --------------- | --------------- | --------------- |
| mío             | mía             | míos            | mías            |
| tuyo            | -a              | -os             | -as             |
| suyo            | -a              | -os             | -as             |
| nuestro         | -a              | -os             | -as             |
| vuestro         | -a              | -os             | -as             |
| suyo            | -a              | -os             | -as             |

Exempel:
- ¡Es mío! - Det är mitt!

#### Demonstrativa pronomen
|          | den här, de här | den där, de där | den där, de där |
| Singular |                 |                 |                 |
| mask.    | este            | ese             | aquel           |
| fem.     | esta            | esa             | aquella         |
| Plural   |                 |                 |                 |
| mask.    | estos           | esos            | aquellos        |
| fem.     | estas           | esas            | aquellas        |

Dessa pronomen står alltid tillsammans med ett substantiv.
Este används i regel när objektet som åsyftas är nära dig själv.
Ese används i regel när objektet som åsyftas är nära den du talar till, eller något som dykt upp tidigare i ett samtal.
Aquel används i regel när objektet inte är nära vare sig dig eller den du talar till.
|          | den här, de här | den där, de där | den där, de där |
| Singular |                 |                 |                 |
| mask.    | este            | ese             | aquel           |
| fem.     | esta            | esa             | aquella         |
| neutr.   | esto            | eso             | aquello         |
| Plural   |                 |                 |                 |
| mask.    | estos           | esos            | aquellos        |
| fem.     | estas           | esas            | aquellas        |

Dessa pronomen står alltid utan substantiv. Dessa syftar på ett föregående substantiv. Esto, eso och aquello syftar inte på något bestämt substantiv. De är självständiga.
- ¿Qué es esto? - Vad är det här?
- Este libro no es un buen libro. - Den här boken är inte en bra bok.
- Compré dos juguetes, este es para ti - aquel para tu hermano - Jag köpte två leksaker, den här är till dig - den där är till din bror.

Exempel:
- Este gato es loco. - Den här katten är galen.
- Es esa chica que nadie desea conocer. - Det är den där flickan som ingen vill känna.
- En aquel tiempo... - På den där tiden...

#### Relativa pronomen
| Pronomen            | Användning                 | Beskrivning                          |
| ------------------- | -------------------------- | ------------------------------------ |
| que                 | som, vilken, vilket, vilka | om personer och saker                |
| quien, -es          | som, vilken, vilket, vilka | bara om personer                     |
| pers. pron. + que   | som, vilken, vilket, vilka | i stället för que och quien          |
| pers. pron. + cual  | som, vilken, vilket, vilka |                                      |
| pers. pron + cuales | som, vilken, vilket, vilka |                                      |
| lo que              | vilket                     | Syftar tillbaka på en hel sats       |
| lo cual             | vilket                     |                                      |
| cuyo, -a, -os, -as  | vars                       | Böjs efter det substantiv som följer |
| donde               | där                        | relativt adverb                      |

Exempel:
- Las llaves están encima de la mesa que está en la cocina. - Nycklarna ligger på bordet som är i köket.
- En la ciudad donde vivo. - I staden där jag bor.

#### Interrogativa pronomen
| vilken, vad för slags | vilken, vad för slags |
| --------------------- | --------------------- |
| qué                   |                       |
| vilka                 |                       |
| vad                   |                       |
| quién,-es             | vem                   |
| quién,-es             | vilka                 |
| cuál,-es              | vilken                |
| cuál,-es              | vilka                 |
| cuánto, -a            | hur mycket            |
| -os, -as              | hur många             |

Exempel:
- ¿Cuántos años tienes? (Hur många år har du?) - Hur gammal är du?
- ¿Quién es Julio Iglesias? - Vem är Julio Iglesias?
- ¿Qué hora es? - Hur mycket är klockan?
- ¿Qué haces? - Vad gör du?
- ¿Cuál es su coche? - Vilken är Er/Eran/hennes/hans bil?

#### Indefinita pronomen
| jakande ord | jakande ord |
| ----------- | ----------- |
| algo        | något       |
| alguien     | någon       |

- Yo quiero comprar algo en la tienda. - Jag vill köpa något i affären
- Alguien está en el parque. - Någon är i parken.

Exempel:
- Alguno de vosotros - Någon av er
- Algún chico - Någon pojke
- Alguna chica - Någon flicka
- Algunos chicos - Några pojkar
- Algunas chicas - Några flickor

Observera att algún endast används när det följer ett maskulint ord efter det indefinita pronominet.
Exempel:
- ¿Has leído algún libro en español? - Har du läst någon bok på spanska?

| nekande ord | nekande ord |
| ----------- | ----------- |
| nada        | inget       |
| nadie       | ingen       |

- No he comprado nada. - Jag har inte köpt något.

Observera att nekande ord (som nada eller nadie) också används i nekande satser.
Exempel:
- Ninguno de vosotros - Ingen av er
- Ningún chico - Ingen pojke
- Ninguna chica - Ingen flicka
- Ningunos chicos - Inga pojkar
- Ningunas chicas - Inga flickor

Observera att ningún följer samma regler som algún. Det används bara när det är ett maskulint ord efter.
Exempel:
- No conozco a ningún escritor sueco. - Jag känner inte någon svensk författare.

### Räkneord

#### Grundtal och ordningstal
|         | Grundtal                | Ordningstal |
| ------- | ----------------------- | --- |
| 0       | cero                    | |
| 1       | uno/a                   | primero (primer), fem. primera                                                                                            |
| 2       | dos                     | segundo/a |
| 3       | tres                    | tercero (tercer), fem. tercera                                                                                            |
| 4       | cuatro                  | cuarto/a |
| 5       | cinco                   | quinto/a |
| 6       | seis                    | sexto/a |
| 7       | siete                   | séptimo/a (sétimo/a) |
| 8       | ocho                    | octavo/a |
| 9       | nueve                   | noveno/a (nono/a) |
| 10      | diez                    | décimo/a |
| 11      | once                    | undécimo/a; tb. mod. décimo primero, fem. décima primera, eller decimoprimero/a; onceno/a (arc.)                          |
| 12      | doce                    | duodécimo/a; tb. mod. décimo segundo, fem. décima segunda, eller decimosegundo/a                                          |
| 13      | trece                   | decimotercero/a; tb. mod. décimo tercero, fem. décima tercera; decimotercio/a (arc.)                                      |
| 14      | catorce                 | decimocuarto/a; tb. mod. décimo cuarto, fem. décima cuarta                                                                |
| 15      | quince                  | decimoquinto/a; tb. mod. décimo quinto, fem. décima quinta                                                                |
| 16      | dieciséis               | decimosexto/a; tb. mod. décimo sexto, fem. décima sexta                                                                   |
| 17      | diecisiete              | decimoséptimo/a; tb. mod. décimo séptimo (décimo sétimo), fem. décima séptima (décimo sétima)                             |
| 18      | dieciocho               | decimooctavo/a; tb. mod. décimo octavo, fem. décima octava                                                                |
| 19      | diecinueve              | decimonoveno/a o decimonono/a; tb. mod. décimo noveno (décimo nono), fem. décima novena (décima nona)                     |
| 20      | veinte                  | vigésimo/a |
| 21      | veintiuno               | vigesimoprimer(o/a); tb. vigésimo primero, fem. vigésima primera                                                          |
| 22      | veintidós               | vigesimosegundo/a; tb. vigésimo segundo, fem. vigésima segunda                                                            |
| 23      | veintitrés              | vigesimotercer(o/a); tb. vigésimo tercer(o); fem. vigésima tercera                                                        |
| 24      | veinticuatro            | vigesimocuarto/a; tb. vigésimo cuarto, fem. vigésima cuarta                                                               |
| 25      | veinticinco             | vigesimoquinto/a; tb. vigésimo quinto, fem. vigésima quinta                                                               |
| 26      | veintiséis              | vigesimosexto/a; tb. vigésimo sexto, fem. vigésima sexta                                                                  |
| 27      | veintisiete             | vigesimoséptimo/a; tb. vigésimo séptimo, fem. vigésima séptima                                                            |
| 28      | veintiocho              | vigesimoctavo/a; tb. vigésimo octavo, fem. vigésima octava                                                                |
| 29      | veintinueve             | vigesimonoveno/a eller vigesimonono/a; tb. vigésimo noveno eller vigésimo nono, fem. vigésima novena eller vigésima nona. |
| 30      | treinta                 | trigésimo/a |
| 31      | treinta y uno           | trigésimo/a primer(o/a)                                                                                                   |
| 32      | treinta y dos           | trigésimo/a segundo/a |
| 33      | treinta y tres          | trigésimo/a tercer(o/a)                                                                                                   |
| 34      | treinta y cuatro        | trigésimo/a cuarto/a |
| 35      | treinta y cinco         | trigésimo/a quinto/a |
| 36      | treinta y seis          | trigésimo/a sexto/a |
| 37      | treinta y siete         | trigésimo/a séptimo/a |
| 38      | treinta y ocho          | trigésimo/a octavo/a |
| 39      | treinta y nueve         | trigésimo/a noveno/a |
| 40      | cuarenta                | cuadragésimo/a |
| 41      | cuarenta y uno          | cuadragésimo/a primer(o/a)                                                                                                |
| 50      | cincuenta               | quincuagésimo/a |
| 51      | cincuenta y uno         | quincuagésimo/a primer(o/a)                                                                                               |
| 60      | sesenta                 | sexagésimo/a |
| 70      | setenta                 | septuagésimo/a |
| 80      | ochenta                 | octogésimo/a |
| 90      | noventa                 | nonagésimo/a |
| 100     | cien o ciento           | centésimo/a |
| 200     | doscientos              | ducentésimo/a |
| 300     | trescientos             | tricentésimo/a |
| 400     | cuatrocientos           | cuadringentésimo/a |
| 500     | quinientos              | quingentésimo/a |
| 600     | seiscientos             | sexcentésimo/a |
| 700     | setecientos             | septingentésimo/a |
| 800     | ochocientos             | octingentésimo/a |
| 900     | novecientos             | noningentésimo/a |
| 1000    | mil (millar)            | milésimo/a |
| 2000    | dos mil                 | dosmilésimo/a |
| 3000    | tres mil                | tresmilésimo/a |
| 10 000  | diez mil                | diezmilésimo/a |
| 100 000 | cien mil                | cienmilésimo/a |
| 1 000   | un millón               | millonésimo/a |
| 1 000   | mil millones (millardo) | milmillonésimo/a (millardésimo/a)                                                                                         |
| 1 000   | un billón               | billonésimo/a |

### Verb
I spanskan finns det tre olika verbgrupper, de som slutar på -ar, -er och -ir i infinitiv.
Nedan kan du se böjningarna för regelbundna verb.

#### Modus
Spanskan har tre modus: indikativ, imperativ och konjunktiv.
Indikativ är den neutrala formen som används för att beskriva handlingar. 
Imperativ anger befallning och uppmaning. 
Konjunktiv (subjuntivo) är ett modus som uttrycker ett mått av ovisshet, overklighet eller önskan, och används i specifika meningskonstruktioner, i synnerhet efter viljeverb och känsloverb, efter opersonliga uttryck.
Jämför meningarnas innebörd beroende på satsens modus: 
Salgo aunque llueve. Jag går ut fastän det regnar. (Indikativ)
Salgo aunque llueva. Jag går ut även om det regnar. (Konjunktiv)

#### Tempus
Med tempus avser man hur handlingen placerar sig i tiden, i dåtid, nutid eller framtid. Det finns både enkla och sammansatta tempusformer. Sammansatta tempusformer bildas av hjälpverbet haber + perfekt particip av huvudverbet. I det följande används den spanska termen för tempusformerna, eftersom svenskan inte alltid har en motsvarande tempusform.

##### Enkla tempusformer
| Presente                  | Presens       | Anger handling i nutid. |
| Pretérito imperfecto      | Imperfekt     | Anger handling i dåtid, motsvarande svensk imperfekt. Används bl.a. för beskrivningar och pågående handlingar. |
| Pretérito perfecto simple | Preteritum    | Anger handling i dåtid, motsvarande svensk imperfekt. Används för avslutade, tidsbegränsade, enstaka handlingar. |
| Futuro                    | Futurum       | Anger handling i framtid. |
| Condicional               | Konditionalis | Konditionalis används bl.a. som motsvarighet till svenskans "skulle + verb" (På engelska "would + verb"). Konditionalis används i indirekt tal för att ange framtid i förhållande till dåtid. Dessutom används konditionalis i villkorliga satsfogningar. |

##### Sammansatta tempusformer
| Pretérito perfecto compuesto | Sammansatt preteritum    | Anger handling i dåtid, motsvarande svensk imperfekt eller svensk perfekt. |
| Pretérito pluscuamperfecto   | Pluskvamperfekt          | Anger handling som föregår en handling i det förflutna, motsvarande svensk pluskvamperfekt. |
| Pretérito anterior           | Pluskvamperfekt          | Skriftspråksform som motsvarar svensk pluskvamperfekt. Används i vissa specifika meningskonstruktioner. |
| Futuro perfecto              | Futurum perfekt          | Anger avslutad handling i framtid som föregår, motsvarande till exempel "jag kommer att ha avslutat". |
| Condicional compuesto        | Sammansatt konditionalis | Motsvarar "futuro perfecto" i det förflutna, d.v.s avslutad handling i framtid utgående från en punkt i det förflutna. Vanligtvis motsvars det av svensk pluskvamperfekt, eller "skulle ha + verb" (På engelska "would have + verb"). |

##### Preteritum och imperfekt
Spanskan har två tempusformer, preteritum och imperfekt, som motsvarar svenskans dåtid. Den svenska verbformen "han pratade" motsvaras därför på spanska av de två formerna "habló" i preteritum och "hablaba" i imperfekt. Skillnaderna mellan dessa två former kan sägas vara en form av aspektskillnad, där aspekten uttrycker ett skeende som inträdande, pågående eller avslutande. Svenskan använder inte tempus för att uttrycka dessa aspektskillnader, men kan ibland använda olika verbkonstruktioner som "fick se" i stället för "såg" för att uttrycka en inträdande handling eller "brukade se" för att uttrycka en upprepning i form av vana. I spanskan uttrycker habló respektive hablaba en typisk aspektskillnad, där valet av tempus kan helt förändra innebörden av ett yttrande.
Preteritum används i spanskan för att beskriva en avslutad handling som ägde rum i dåtiden. Till exempel hablé betyder "jag pratade"
Imperfekt används för att beskriva en oavslutad handling, eller en något som brukade hända. Till exempel hablaba betyder "jag pratade", eller "jag brukade prata".

#### Böjning av regelbundna verb som slutar på -ar
|                           | -ar                       |                              |                           |                            |                     |
| Infinitiv:                | amar                      |                              |                           |                            |                     |
| Particip:                 | amado                     |                              |                           |                            |                     |
| Gerundium:                | amando                    |                              |                           |                            |                     |
| Indikativ                 | Indikativ                 | Indikativ                    | Konjunktiv                | Konjunktiv                 |                     |
| Presens                   | Presens                   | Perfekt                      | Presens                   | Perfekt                    |                     |
| Presente                  | Presente                  | Pretérito perfecto compuesto | Presente                  | Pretérito perfecto         |                     |
| yo                        | amo                       | amo                          | he amado                  | ame                        | haya amado          |
| tú                        | amas                      | amas                         | has amado                 | ames                       | hayas amado         |
| él                        | ama                       | ama                          | ha amado                  | ame                        | haya amado          |
| nosotros                  | amamos                    | amamos                       | hemos amado               | amemos                     | hayamos amado       |
| vosotros                  | amaís                     | amaís                        | habéis amado              | améis                      | hayáis amado        |
| ellos                     | aman                      | aman                         | han amado                 | amen                       | hayan amado         |
|                           | Imperfekt                 | Imperfekt                    | Pluskvamperfekt           | Imperfekt                  | Pluskvamperfekt     |
| Pretérito imperfecto      | Pretérito imperfecto      | Pretérito pluscuamperfecto   | Pretérito imperfecto      | Pretérito pluscuamperfecto |                     |
| yo                        | amaba                     | amaba                        | había amado               | amara                      | hubiera amado       |
| tú                        | amabas                    | amabas                       | habías amado              | amaras                     | hubieras amado      |
| él                        | amaba                     | amaba                        | había amado               | amara                      | hubiera amado       |
| nosotros                  | amabámos                  | amabámos                     | habíamos amado            | amáramos                   | hubieramos amado    |
| vosotros                  | amabais                   | amabais                      | habíais amado             | amarais                    | hubierais amado     |
| ellos                     | amaban                    | amaban                       | habían amado              | amaran                     | hubieran amado      |
|                           | Preteritum                | Preteritum                   | Sammansatt preteritum     | Preteritum                 | Preteritum anterior |
| Pretérito perfecto simple | Pretérito perfecto simple | Pretérito anterior           | Pretérito perfecto simple | Pretérito anterior         |                     |
| yo                        | amé                       | amé                          | hube amado                | amase                      | hubiese amado       |
| tú                        | amaste                    | amaste                       | hubiste amado             | amases                     | hubieses amado      |
| él                        | amó                       | amó                          | hubo amado                | amase                      | hubiese amado       |
| nosotros                  | amamos                    | amamos                       | hubimos amado             | amásemos                   | hubiésemos amado    |
| vosotros                  | amasteis                  | amasteis                     | hubisteis amado           | amaseis                    | hubieseis amado     |
| ellos                     | amaron                    | amaron                       | hubieron amado            | amasen                     | hubiesen amado      |
|                           | Futurum                   | Futurum                      | Futurum perfekt           | Futurum                    | Futurum Perfekt     |
| Futuro                    | Futuro                    | Futuro perfecto              | Futuro                    | Futuro perfecto            |                     |
| yo                        | amaré                     | amaré                        | habré amado               | amare                      | hubiere amado       |
| tú                        | amarás                    | amarás                       | habrás amado              | amares                     | hubieres amado      |
| él                        | amará                     | amará                        | habrá amado               | amare                      | hubiere amado       |
| nosotros                  | amaremos                  | amaremos                     | habremos amado            | amáremos                   | hubiéremos amado    |
| vosotros                  | amaréis                   | amaréis                      | habréis amado             | amareis                    | hubiereis amado     |
| ellos                     | amarán                    | amarán                       | habrán amado              | amaren                     | hubieren amado      |
|                           | Villkors kondition        | Villkors kondition           | Villkors kondition        | Imperativ                  | Imperativ           |
|                           | Konditionalis             | Konditionalis                | Sammansatt konditionalis  | Imperativo                 | Imperativo          |
| Condicional               | Condicional               | Condicional compuesto        |                           | Imperativo                 | Imperativo          |
| yo                        | amaría                    | amaría                       | habría amado              |                            |                     |
| tú                        | amarías                   | amarías                      | habrías amado             | ama                        | ama                 |
| él                        | amaría                    | amaría                       | habría amado              | ame                        | ame                 |
| nosotros                  | amaríamos                 | amaríamos                    | habríamos amado           | amemos                     | amemos              |
| vosotros                  | amaríais                  | amaríais                     | habríais amado            | amad                       | amad                |
| ellos                     | amarían                   | amarían                      | habrían amado             | amen                       | amen                |

#### Böjning av regelbundna verb som slutar på -er
|                           | -er                       |                              |                           |                            |                     |
| Infinitiv:                | comer                     |                              |                           |                            |                     |
| Particip:                 | comido                    |                              |                           |                            |                     |
| Gerundium:                | comiendo                  |                              |                           |                            |                     |
| Indikativ                 | Indikativ                 | Indikativ                    | Konjunktiv                | Konjunktiv                 |                     |
| Presens                   | Presens                   | Perfekt                      | Presens                   | Perfekt                    |                     |
| Presente                  | Presente                  | Pretérito perfecto compuesto | Presente                  | Pretérito perfecto         |                     |
| yo                        | como                      | como                         | he comido                 | coma                       | haya comido         |
| tú                        | comes                     | comes                        | has comido                | comas                      | hayas comido        |
| él                        | come                      | come                         | ha comido                 | coma                       | haya comido         |
| nosotros                  | comemos                   | comemos                      | hemos comido              | comamos                    | hayamos comido      |
| vosotros                  | comeís                    | comeís                       | habéis comido             | comáis                     | hayáis comido       |
| ellos                     | comen                     | comen                        | han comido                | coman                      | hayan comido        |
|                           | Imperfekt                 | Imperfekt                    | Pluskvamperfekt           | Imperfekt                  | Pluskvamperfekt     |
| Pretérito imperfecto      | Pretérito imperfecto      | Pretérito pluscuamperfecto   | Pretérito imperfecto      | Pretérito pluscuamperfecto |                     |
| yo                        | comía                     | comía                        | había comido              | comiera                    | hubiera comido      |
| tú                        | comías                    | comías                       | habías comido             | comieras                   | hubieras comido     |
| él                        | comía                     | comía                        | había comido              | comiera                    | hubiera comido      |
| nosotros                  | comíamos                  | comíamos                     | habíamos comido           | comierámos                 | hubieramos comido   |
| vosotros                  | comíais                   | comíais                      | habíais comido            | comierais                  | hubierais comido    |
| ellos                     | comían                    | comían                       | habían comido             | comieran                   | hubieran comido     |
|                           | Preteritum                | Preteritum                   | Sammansatt preteritum     | Preteritum                 | Preteritum anterior |
| Pretérito perfecto simple | Pretérito perfecto simple | Pretérito anterior           | Pretérito perfecto simple | Pretérito anterior         |                     |
| yo                        | comí                      | comí                         | hube comido               | comiese                    | hubiese comido      |
| tú                        | comiste                   | comiste                      | hubiste comido            | comieses                   | hubieses comido     |
| él                        | comió                     | comió                        | hubo comido               | comiese                    | hubiese comido      |
| nosotros                  | comimos                   | comimos                      | hubimos comido            | comiésemos                 | hubiésemos comido   |
| vosotros                  | comisteis                 | comisteis                    | hubisteis comido          | comieseis                  | hubieseis comido    |
| ellos                     | comieron                  | comieron                     | hubieron comido           | comiesen                   | hubiesen comido     |
|                           | Futurum                   | Futurum                      | Futurum perfekt           | Futurum                    | Futurum Perfekt     |
| Futuro                    | Futuro                    | Futuro perfecto              | Futuro                    | Futuro perfecto            |                     |
| yo                        | comeré                    | comeré                       | habré comido              | comiere                    | hubiere comido      |
| tú                        | comerás                   | comerás                      | habrás comido             | comieres                   | hubieres comido     |
| él                        | comerá                    | comerá                       | habrá comido              | comiere                    | hubiere comido      |
| nosotros                  | comeremos                 | comeremos                    | habremos comido           | comiéremos                 | hubiéremos comido   |
| vosotros                  | comeréis                  | comeréis                     | habréis comido            | comiereis                  | hubiereis comido    |
| ellos                     | comerán                   | comerán                      | habrán comido             | comieren                   | hubieren comido     |
|                           | Villkors kondition        | Villkors kondition           | Villkors kondition        | Imperativ                  | Imperativ           |
|                           | Konditionalis             | Konditionalis                | Sammansatt konditionalis  | Imperativo                 | Imperativo          |
| Condicional               | Condicional               | Condicional compuesto        |                           | Imperativo                 | Imperativo          |
| yo                        | comería                   | comería                      | habría comido             |                            |                     |
| tú                        | comerías                  | comerías                     | habrías comido            | come                       | come                |
| él                        | comería                   | comería                      | habríamos comido          | coma                       | coma                |
| nosotros                  | comeríamos                | comeríamos                   | habríamos comido          | comamos                    | comamos             |
| vosotros                  | comeríais                 | comeríais                    | habríais comido           | comed                      | comed               |
| ellos                     | comerían                  | comerían                     | habrían comido            | coman                      | coman               |

#### Böjning av regelbundna verb som slutar på -ir
|                           | -ir                       |                              |                           |                            |                     |
| Infinitiv:                | vivir                     |                              |                           |                            |                     |
| Particip:                 | vivido                    |                              |                           |                            |                     |
| Gerundium:                | viviendo                  |                              |                           |                            |                     |
| Indikativ                 | Indikativ                 | Indikativ                    | Konjunktiv                | Konjunktiv                 |                     |
| Presens                   | Presens                   | Perfekt                      | Presens                   | Perfekt                    |                     |
| Presente                  | Presente                  | Pretérito perfecto compuesto | Presente                  | Pretérito perfecto         |                     |
| yo                        | vivo                      | vivo                         | he vivido                 | viva                       | haya vivido         |
| tú                        | vives                     | vives                        | has vivido                | vivas                      | hayas vivido        |
| él                        | vive                      | vive                         | ha vivido                 | viva                       | haya vivido         |
| nosotros                  | vivimos                   | vivimos                      | hemos vivido              | vivamos                    | hayamos vivido      |
| vosotros                  | vivís                     | vivís                        | habéis vivido             | viváis                     | hayáis vivido       |
| ellos                     | viven                     | viven                        | han vivido                | vivan                      | hayan vivido        |
|                           | Imperfekt                 | Imperfekt                    | Pluskvamperfekt           | Imperfekt                  | Pluskvamperfekt     |
| Pretérito imperfecto      | Pretérito imperfecto      | Pretérito pluscuamperfecto   | Pretérito imperfecto      | Pretérito pluscuamperfecto |                     |
| yo                        | vivía                     | vivía                        | había vivido              | viviera                    | hubiera vivido      |
| tú                        | vivías                    | vivías                       | habías vivido             | vivieras                   | hubieras vivido     |
| él                        | vivía                     | vivía                        | había vivido              | viviera                    | hubiera vivido      |
| nosotros                  | vivíamos                  | vivíamos                     | habíamos vivido           | vivierámos                 | hubieramos vivido   |
| vosotros                  | vivíais                   | vivíais                      | habíais vivido            | vivierais                  | hubierais vivido    |
| ellos                     | vivían                    | vivían                       | habían vivido             | vivieran                   | hubieran vivido     |
|                           | Preteritum                | Preteritum                   | Sammansatt preteritum     | Preteritum                 | Preteritum anterior |
| Pretérito perfecto simple | Pretérito perfecto simple | Pretérito anterior           | Pretérito perfecto simple | Pretérito anterior         |                     |
| yo                        | viví                      | viví                         | hube vivido               | viviese                    | hubiese vivido      |
| tú                        | viviste                   | viviste                      | hubiste vivido            | vivieses                   | hubieses vivido     |
| él                        | vivió                     | vivió                        | hubo vivido               | viviese                    | hubiese vivido      |
| nosotros                  | vivimos                   | vivimos                      | hubimos vivido            | viviésemos                 | hubiésemos vivido   |
| vosotros                  | vivisteis                 | vivisteis                    | hubisteis vivido          | vivieseis                  | hubieseis vivido    |
| ellos                     | vivieron                  | vivieron                     | hubieron vivido           | viviesen                   | hubiesen vivido     |
|                           | Futurum                   | Futurum                      | Futurum perfekt           | Futurum                    | Futurum Perfekt     |
| Futuro                    | Futuro                    | Futuro perfecto              | Futuro                    | Futuro perfecto            |                     |
| yo                        | viviré                    | viviré                       | habré vivido              | viviere                    | hubiere vivido      |
| tú                        | vivirás                   | vivirás                      | habrás vivido             | vivieres                   | hubieres vivido     |
| él                        | vivirá                    | vivirá                       | habrá vivido              | viviere                    | hubiere vivido      |
| nosotros                  | viviremos                 | viviremos                    | habremos vivido           | viviéremos                 | hubiéremos vivido   |
| vosotros                  | viviréis                  | viviréis                     | habréis vivido            | viviereis                  | hubiereis vivido    |
| ellos                     | vivirán                   | vivirán                      | habrán vivido             | vivieren                   | hubieren vivido     |
|                           | Villkors kondition        | Villkors kondition           | Villkors kondition        | Imperativ                  | Imperativ           |
|                           | Konditionalis             | Konditionalis                | Sammansatt konditionalis  | Imperativo                 | Imperativo          |
| Condicional               | Condicional               | Condicional compuesto        |                           | Imperativo                 | Imperativo          |
| yo                        | viviría                   | viviría                      | habría vivido             |                            |                     |
| tú                        | vivirías                  | vivirías                     | habrías vivido            | vive                       | vive                |
| él                        | viviría                   | viviría                      | habría vivido             | viva                       | viva                |
| nosotros                  | viviríamos                | viviríamos                   | habríamos vivido          | vivamos                    | vivamos             |
| vosotros                  | viviríais                 | viviríais                    | habríais vivido           | vivid                      | vivid               |
| ellos                     | vivirían                  | vivirían                     | habrían vivido            | vivan                      | vivan               |

### Adverb
Adverb beskriver en handling, ett verb. Adverbet svarar på frågan hur?. Av latinets ad (till) och ordet verb.
I Spanskan bildar man ofta adverb genom att ta den feminina formen av ett adjektiv och lägga till -mente i slutet.
- alegremente - lyckligt, glatt
- finalmente - slutligen

Det finns adverb som har samma form som det motsvarande adjektivet har.
- barato (adj. barato) - billigt

I Sydamerika är det vanligt att man använder adjektiv som adverb.

### Prepositioner

#### Enkla
- a till
- ante inför, framför
- bajo under
- cabe inpå (används bara i poesi i spanskan)
- con med
- contra mot
- de av, från
- desde sedan
- en i, på
- entre mellan, bland
- hacia framåt, om
- hasta tills
- para för (animata substantiv, levande varelser)
- por för, genom (inanimata substantiv, döda saker. Till exempel möbler, månader, dagar...)
- según enligt
- sin utan
- sobre på, över
- tras bakom

#### Sammansatta
- al lado de bredvid
- alrededor de runtom
- cerca de nära
- lejos de långt ifrån
- delante de framför
- debajo de under
- en frente de i motsats till
- detrás de bakom
- encima de ovanför
- hasta tills
- desde från, sedan

- a + el = al (Voy a ir al chico, Jag ska åka till/mot pojken)
- de + el = del (Es una carta del chico, Det är ett brev från pojken)

### Konjunktioner
- y och
- e och (före i- eller hi-, till exempel descargar e instalar - ladda ner och installera)
- o eller
- u eller (före o- eller ho-)
- porque därför, därför att

### Tidsuttryck
| Es la una      | y media            | (+ 1 halvtimme) |
| Son las cuatro | y dos minutos      | (+ 2 min.)      |
|                | menos diez minutos | (- 10 min.)     |
|                | y cuarto           | (+ 1 kvart)     |
|                | menos cuarto       | (- 1 kvart)     |

Från kl. 1 - kl. 1.30 heter det "Es la una". Resten av tiden heter det "Son las..."
För att märka ut vilken tid på dagen det är skriver man följande meningar efter tiden:
- de la madrugada - vid gryningen
- de la mañana - på morgonen
- de la tarde - på eftermiddagen
- de la noche - på natten (man kan även säga att på kvällen är la noche)

Exempel:
- Es la una y cuarto - Klockan är kvart över ett
- Es la una y media - Klockan är halv två
- Son las dos menos dos minutos - Klockan är två minuter i två
- Son las dos - Klockan är två

- Övningar på klockan (Don Gerardo)
- A las = klocka
- t.ex. Jag spelar tennis klockan två: Juego tenis a las dos.

## Syntax

### Objekt

#### Ackusativobjekt (direkt objekt)
Ackusativ: Le och les förekommer i 3:e person singular och plural. Dessa används om personer i maskulinum i norra och centrala Spanien. I övriga regioner och spansktalande länder används lo och los.
- ¿Dónde está Juan? No le veo. - Var är Juan? Jag ser honom inte.
- ¿Dónde está Juan? No lo veo. - Var är Juan? Jag ser honom inte.

I Spanien används vosotros, vosotras samt os (markerad i gult) som informellt tilltal. I Latinamerika används istället ustedes, los, las, les (markerad i grönt). I vissa sydamerikanska länder (t.ex. Argentina) används "vos" istället för "tú". 
Det neutrala ello förekommer mest efter preposition, sällan som subjekt och aldrig som objekt. Dock i vardagligt språk används oftast demonstrativa pronomen, eso eller esto.
Exempel:
¿Qué hay de malo en ello? ("Vad är det för fel med det?")
A pesar de ello, me gusta este país. ("Trots det gillar jag det här landet.")
| Du tar boken.    | Du tar den. |
| Llevas el libro. | Lo llevas.  |

| Hon slår sönder stolen. | Hon slår sönder den. |
| Rompe la silla.         | La rompe.            |

#### Dativobjekt(indirekt objekt)
| Obestämd indirekt objekt | Fråga     | Svar        | Bestämd indirekt objekt     |
| ------------------------ | --------- | ----------- | --------------------------- |
| Du ger boken till honom. | Till vem? | Till Pedro. | Du ger boken till Pedro.    |
| Tú le das el libro.      | ¿A quién? | A Pedro.    | Tú le das el libro a Pedro. |

| Juan köpte kläder till dem. | Till vilka? | Till sina döttrar. | Juan köpte kläder till sina döttrar. |
| Juan les compró ropa.       | ¿A quiénes? | A sus hijas.       | Juan les compró ropa a sus hijas.    |

#### Ackusativobjekt och dativobjekt på samma gång
| Jag ger boken till dig. | Jag ger den till dig. |
| Te doy el libro (a ti). | Te lo doy (a ti).     |

| Vi ger boken till flickorna.    | Vi ger den till dem. |
| Les damos el libro a las niñas. | Se lo damos.         |

Le och les blir se framför lo, la, los och las.

### Attribut
I spanskan står attribut oftast efter det huvudord som adjektivet (attributet) beskriver.
| En bil       | snabb |
| En snabb bil |       |

| Suecia                    | es | un  | país | grande |
| ------------------------- | -- | --- | ---- | ------ |
| Sverige                   | är | ett | land | stort  |
| Sverige är ett stort land |    |     |      |        |

| ¿ | Puedo   | hacer | algo  | para     | mañana   | ? |
| - | ------- | ----- | ----- | -------- | -------- | - |
|   | Kan jag | göra  | något | för/till | i morgon | ? |

| Una                          | chica  | linda | me  | ha        | visitado |
| ---------------------------- | ------ | ----- | --- | --------- | -------- |
| En                           | flicka | söt   | mig | (hon) har | besökt   |
| En söt flicka har besökt mig |        |       |     |           |          |

| Esta noche                                    | vamos  | a    | alquilar      | un | vídeo | para | ver    | en casa |
| --------------------------------------------- | ------ | ---- | ------------- | -- | ----- | ---- | ------ | ------- |
| I kväll                                       | går vi | till | att hyra (ut) | en | video | för  | att se | hemma   |
| I kväll ska vi hyra en video för att se hemma |        |      |               |    |       |      |        |         |

| ¿                                           | Siempre | te  | han      | gustado | los cantantes | americanos  | ? |
| ------------------------------------------- | ------- | --- | -------- | ------- | ------------- | ----------- | - |
|                                             | Alltid  | dig | (de) har | behagat | sångarna      | amerikanska | ? |
| Har du alltid tyckt om amerikanska sångare? |         |     |          |         |               |             |   |

| Le                                       | falta      | tiempo | a       | Juan, | pero | no   | se  | queja      |
| ---------------------------------------- | ---------- | ------ | ------- | ----- | ---- | ---- | --- | ---------- |
| Honom                                    | det saknas | tid    | åt/till | Juan, | men  | inte | sig | han klagar |
| Juan har ont om tid, men han klagar inte |            |        |         |       |      |      |     |            |

| A veces                          | le    | gustan     | los libros | buenos | a       | Pepe |
| -------------------------------- | ----- | ---------- | ---------- | ------ | ------- | ---- |
| Ibland                           | honom | de behagar | böckerna   | bra    | åt/till | Pepe |
| Ibland tycker Pepe om bra böcker |       |            |            |        |         |      |

| Muchas veces                            | tenemos que | estudiar | todas | las tardes    |
| --------------------------------------- | ----------- | -------- | ----- | ------------- |
| Ofta                                    | måste vi    | studera  | alla  | eftermiddagar |
| Vi måste ofta studera varje eftermiddag |             |          |       |               |

## Uttryck

### Futurum
Verbet ir är ett oregelbundet verb och böjs så här i presens indikativ:
IR     - ATT GÅ/FÄRDAS/ÅKA (även "ska" i meningen att förflytta sig)
voy    - jag går
vas    - du går
va     - han/hon/Ni går
vamos  - vi går
vais   - ni går
van    - de/Ni går
Futurum (ska, kommer att, tänker) kan uttryckas i spanskan med presens av ir + a + infinitiv.
Voy a trabajar         = Jag ska arbeta.
Vamos a ir a la playa  = Vi ska gå till stranden.
Van a ir de vacaciones = De ska åka på semester.
Det som skiljer sig mellan den här futurum-formen från den vanlig futurumet (verbböjning) är att den här formen anger futurum som är planerad och ska inträffa inom en kort framtid.

### Perfekt
Perfekt kan också uttryckas med presens av acabar de + infinitiv som uttrycker att något har just hänt.
Acabamos de comer                  = Vi har just ätit.
Acabo de leer un libro maravilloso = Jag har precis läst en underbar bok.
Med verbet llevar i presens kan man också uttrycka perfekt:
Llevo medio año en Estocolmo. = Jag har bott ett halvår i Stockholm.

### Måste
Man använder tener que + infinitiv när man ska uttrycka måsten.
Tengo que ir = Jag måste åka.
Tiene que trabajar = Han måste arbeta.
Man kan också använda hay que + infinitiv när man inte riktar det åt någon speciell person.
Hay que ir = Man måste åka.
Hay que trabajar = Man måste arbeta.

### Andra tidsuttryck

#### Hacer
Något man gjort i [tid]
Hacer + tid + que + verb (presens)
Sp: Hace dos meses que vivo en Chile.
Sv: Jag har bott i Chile i 2 månader.
Något man gjorde igår[tid] sedan
Hace + tid + que + verb (preteritum)
Sp: Hace tres semanas que él se fue.
Sv: Han åkte för tre veckor sedan.
Li: Det har gått/gjort tre veckor sedan han åkte.